# Византијска дипломатија
Под Византијском дипломатијом подразумевају се принципи, методе, механизами, идеали (циљеви) и технике које је Византијско царство заступало и користило у преговорима са другим државама и остваривању својих циљева у спољној политици. Димитри Оболенски тврди да је очување цивилизације у јужној Европи било резултат изузртне вештине и сналажљивости византијске дипломатије, која остаје један од најтрајних доприноса Византије историји Европе и Блиског истока.

## Изазови и циљеви
Након пада Рима, кључни изазов за Византијско царство представљало је одржавање низа односа са својим разноликим суседима, укључујући ту и народе као што су Персијанци, Грузијци, Иберци, германски народи, Бугари, Словени, Јермени, Хуни, Авари, Франци, Лангобарди и Арапи, чиме је успевала да спроводи своју политику и тако успела да одржи свој импеијални статус. Свим овим суседима недостајао је кључни ресурс који је Византија наследила од Рима, тј,развијену формализовану (уобличену) правну структуру. Сви остали су када би кретали у изградњу сопствених формалних политичких институција, остајали зависни од Византијског царства. Класични писци воле да праве оштру разлику између мира и рата, али је византијска дипломатија представљала једну врсту рата у сасвим другчијем облику за разлику од онога, што би се могло назвати класичним ратом. Предвиђајући потоње личности као што су Николо Макјавели и Карл фон Клаузевиц, византијски историчар Јован Кинам пише: „Пошто пуно различитих питања води ка једном крају, победи, дипломатија је ствар равнодушности коју неко користи како би до ње и дошао.“ Са редовном војском од 120.000-140.000 људи након великих губитака која су га задесила у седмом веку, безбедност царства почела је да зависи од активине дипломатије.
Византијски „Биро за варваре“ био је прва страна обавештајна служба, која је прикупљала информације о противницима царства из свих могућих извора. Док је на површини била протоколарна канцеларија — њена главна дужност је била да обезбеди да страни изасланици буду прописно збринути и добијају довољно државних средстава за своје издржавање, а задржала је све званичне преводиоце — што је очигледно имало и безбедносну функцију. На основу своје Стратегије из 6. века Византијци дају савете сопственим дипломатама како се треба опходити према страним изасланивима, и то следећим речима: „[Изасланике] који нам буду били послати треба треба примити часно и великодушно, јер су сви страни изасланици широм света високо цењени. Међутим њихове пратиоце,треба држати под присмотром како би их онемогућили у прикупљању било којих информација, до којих би дошли евентуалним постављањем питања нашим људима.

## Принципи и методе
Византијска дипломатија увукла је своје суседе у мрежу међународних и међудржавних односа, створених и контролисаних од стране сопственог царства. Овај процес углавном се вртео око склапања уговора. Византијски историчар Евангелос Хрисос истиче трослојни процес на делу: 1) нови владар је дочекиван у породицу владара из византијског културног круга, 2) долазило би до асимилације(прихватања) византијских друштвених ставова и вредности, 3) А као формализација другог слоја истог процеса, постојали су закони.
Да би покренули овај процес, Византинци су користили бројне методе углавном из богате дипломатске праксе. На пример, инострана посланства у Цариграду често би остајале годинама. Од члана других краљевских кућа рутински би се захтевало да остане у Цариграду, не само као потенцијални талац, већ и као користан пијун у случају да се промене политички услови у земљи из којих потиче. Друга кључна пракса била је обасипање посетилаца раскошним приказима. Цариградско богатство служило је државним дипломатским циљевима као средство пропаганде и као начин импресионирања странаца. Када је Лиутпранд из Кремоне био послат као амбасадор у византијску престоницу, био је очаран царском резиденцијом, луксузним оброцима и акробатском забавом. Посебно се водило рачуна о стимулисању што већег броја чула у што већој мери: јарко осветљене ствари за видети, застрашујући звукови, укусна храна; чак и дипломатска поставка у којој варвари стоје око престола носећи своју домородачку ношњу.
Чињеница је да је Византија у опхођењу са варварима углавном више преферирала дипломатију него рат није изненађујућа. Јер су, Источни Римљани, били суочени са увек присутном потребом да се морају да се боре на два фронта - на истоку против Персијанаца, Арапа и Турака, на северу против Словена и степских номада - из личног искуства су знали колико је рат скуп у новцу и радној снази. Византинци су били вешти у коришћењу дипломатије као ратног оружја. Ако би Бугари претили, они би подстакли Кијевску Русију да делује против њих. Руској претњи би се могло супротставити савезом са Печенезима. Ако би се Печенези показали проблематичним, могули су контактирати са Куманима или Узесима. Увек је било некога иза непријатеља у позицији да цени цареву великодушност.
Ова стратегија се у пракси могла видети током инвазије руског кнеза Свјатослава на Бугарску 967. године, током које је цар Нићифор Фока манипулисао Русима, Бугарима, Пацинацима, Мађарима и Аварима појединачно окрећући једне против других, чиме је на крају ослабио а затим и неутралисао такве групе које су раније биле претња Цариграду.
Још један иновативан принцип византијске дипломатије било је ефикасно мешање у унутрашње ствари других држава. Око 1282. године Михајло VIII је спонзорисао побуну на Сицилији против Карла Анжујског под називом Сицилијанска вечерња. Цар Ираклије једном је пресрео поруку свог персијског противника Хозроја II у којој је наредио погубљење свог генерала. Ираклије је поруци додао 400 имена и преусмерио гласника изазивајући побуну оних са списка. Цар је одржавао стају претендената на готово сваки страни престо. Могли би им се у том случају дати средства и пустити их да пустоше ако је њихова домовина претила нападом.